# Universidad Central
Universidad Central – prywatna uczelnia w Chile, zlokalizowana w Santiago. 